# وينفيلد بيتر
وينفيلد بيتر (بالإنجليزية: Winfield Angus)‏ هو مدرب كرة سلة أمريكي، ولد في 10 يناير 1896 في هوبوكين في الولايات المتحدة، وتوفي في 10 مايو 1977 في مقاطعة ميامي داد في الولايات المتحدة.